# Meltem Cumbul
Meltem Cumbul (İzmir, 1969. november 5.)  török színésznő .

## Életpályája
Meltem Cumbul İzmirben született. Miután İzmirben elvégezte az Özel Yusuf Rıza iskolát, 13 évesen Isztambulba költözött. Miután 1987-ben elvégezte a beşiktaşi Özel Ata középiskolát, beiratkozott a Mimar Szinán Egyetem színházi szakára.
1991-ben tapasztalatszerzési célból Londonba ment és a Shakespeare Színháznál vállalt különféle munkákat, de 1993-ban visszatért Törökországba. 1994-ben egy televíziós sorozatban, a Nerden Başlasak Nasıl Anlatsak? c. műsorban híres emberek hasonmásaival beszélgetett a Kanal D televíziós csatornán.
1995-ben Arnold Wesker: Négy évszak (Dört Mevsim) c. darabját állította színpadra a Beyaz Sahne Tiyatrosu (Fehér Színpad) színházban. 

2003. április 25-én Meltem Cumbul férjhez ment Çağlayan Tuğal belsőépítészhez, de két évvel később elváltak. Később a 12 évvel fiatalabb amerikai színésszel, Marc Senterrel élt együtt.
2003-ban főszerepet kapott az Abdülhamid Düşerken (Abdülhamid bukása) c. filmben (rendezte: Ziya Öztan), és az alakításáért elnyerte a 40. Antalyai Filmfesztivál Arany Narancs-díjat a „legjobb színésznő” kategóriában.
2008-ban a 39 évvel idősebb Yavuz Turgul török rendező, majd 2009 januárjától 9 hónapig Kıvanç Tatlıtuğ színész volt az élettársa.
2012. augusztus 23-án feleségül ment egy gazdag szállodatulajdonos fiához, Alican Özbaşhoz. 2013. május 28-án Meltem Cumbul beadta a válóperi keresetet, és 2013 szeptemberében elváltak.
2013 és 2014 között Fatma szultánát alakította a Szulejmán című televíziós sorozatban.

## Filmográfia

### Film
| Alkotás                  | Szerep         | Év   | Rendezte                                   |
| ------------------------ | -------------- | ---- | ------------------------------------------ |
| Yaktın Beni              | Leyla          | 2015 |                                            |
| Kadın İşi: Banka Soygunu | Gülay          | 2014 |                                            |
| Labirent                 | Reyhan         | 2011 |                                            |
| Tell Me O Kkhuda         | Zainab Zardari | 2011 |                                            |
| Her Şeyin Bittiği Yerden |                | 2009 | Ezel Akay                                  |
| Mevlana Aşkı Dansı       |                | 2008 |                                            |
| A Beautiful Life         | Antanas        | 2008 |                                            |
| Az ábécés gyilkos        | Elisa Castillo | 2008 |                                            |
| Lovelorn                 | Dünya          | 2005 | Yavuz Turgul                               |
| Fallal szemben           | Selma          | 2004 | Fatih Akın                                 |
| Abdülhamit Düşerken      | Nimet          | 2003 | Ziya Öztan                                 |
| Maruf                    | Cankız         | 2001 | Serdar Akar                                |
| Duruşma                  | Nazan          | 1999 | Yalçın Yelence                             |
| Doğum Yeri Absürdistan   | Emine Dönmez   | 1999 | Houcheng Allahyari, Tom Dariusch Allahyari |
| Propaganda               | Filiz          | 1999 | Sinan Çetin                                |
| Karışık Pizza            | Emel           | 1998 |                                            |
| Usta Beni Öldürsene      | Katja          | 1997 |                                            |
| Böcek                    |                | 1995 | Ümit Elçi                                  |
| Bay E                    |                | 1995 |                                            |
| Bir Sonbahar Hikayesi    | Meltem Cumbul  | 1994 |                                            |

### Televízió
- Sahte Dünyalar: Nilgün Kılıç (1995)
- Çiçek Taksi: Meltem Cumbul (1995)
- Tatlı Kaçıklar: Meltem Cumbul (1996)
- Yılan Hikayesi: Zeynep (1999–2001)
- Beşik Kertmesi: Tekgül/Elmas Mağden (2002)
- Biz Size Aşık Olduk: Reyhan (2002)
- Gurbet Kadını: Elif (2003)
- Avrupa Yakası: Vendégszereplő (2005)
- Arka Sokaklar: Vendégszereplő (2006)
- Parmaklıklar Ardında: Vendégszereplő (2007)
- Doktorlar: Vendégszereplő (2007)
- Aşk Yakar: Nazlı (2008)
- Nuri: Leyla (2011)
- Szulejmán: Fatma szultána (2013–2014) (Magyar hang: Peller Mariann)
- Kırmızı Oda: Pembe (2021–)

## Fordítás
- Ez a szócikk részben vagy egészben  a   Meltem Cumbul című török Wikipédia-szócikk fordításán alapul.  Az eredeti cikk szerkesztőit annak laptörténete sorolja fel. Ez a jelzés csupán a megfogalmazás eredetét és a szerzői jogokat jelzi, nem szolgál a cikkben szereplő információk forrásmegjelöléseként.